# 다슬기
다슬기(Semisulcospira libertina, 중세 한국어: 배틀죠개, 문화어: 토질골뱅이)는 다슬기과의 연체동물로 물이 깊고 물살이 센 강의 바위 틈에 무리지어 서식한다. 소래고둥·민물고둥·고딩이·골뱅이 등 여러 이름으로 불린다.
껍데기는 높이 약 30mm, 지름 약 12mm가 보통이며, 큰 것은 높이가 60mm에 달하는 것도 있다. 나선형의 꼭대기 부분이 변형되어 최후의 3층 정도로 남아 있는 것도 있다.

## 이름
다슬기의 옛말은 '배틀조개'로, 경남에서는 민물고동, 경북에서는 고디, 전라도에서는 대사리, 강원도에서는 꼴팽이, 충청도에서는 올갱이,도슬비 등등으로 불린다. 충청지역에서는 다슬기를 이용한 올갱이국이 유명하며, 괴산 지역에서는 관련 축제가 열린다.
흔히 우렁이와 착각하여, 동의보감의 "전라"(田螺)를 다슬기로 착각하는 경우가 있는데, 전라는 우렁이를 의미하며, 동의보감에는 다슬기가 존재하지 않는다.

## 효능
아미노산이 풍부해 간 기능 회복 및 숙취 해소에 효과적이다. 또한 저지방 고단백 식품으로 다이어트에 도움을 주고, 눈의 충혈과 통증을 다스려 시력을 보호해준다.